# Applet

Pantalla de un applet de Java, explicando la medida con un micrómetro.

Un applet es un componente de una aplicación que se ejecuta en el contexto de otro programa, por ejemplo, en un navegador web. El applet debe ejecutarse en un contenedor, que le proporciona un programa anfitrión, mediante un plugin, o en aplicaciones como teléfonos móviles que soportan el modelo de programación por "applets".

## Características
A diferencia de un programa un applet no puede ejecutarse de manera independiente, ofrece información gráfica y a veces interactúa con el usuario, típicamente carece de sesión y tiene privilegios de seguridad restringidos. Un applet normalmente lleva a cabo una función muy específica que carece de uso independiente.  El término fue introducido en AppleScript en 1993.
Ejemplos comunes de applets son las Java applets y las animaciones Flash. Otro ejemplo es el Windows Media Player utilizado para desplegar archivos de video incrustados en los navegadores como el Internet Explorer. Otros plugins permiten mostrar modelos 3D que funcionan con una applet.
Un applet Java es un código JAVA que carece de un método main, por eso se utiliza principalmente para el trabajo de páginas web, ya que es un pequeño programa que es utilizado en una página HTML y representado por una pequeña pantalla gráfica dentro de esta.
Por otra parte, la diferencia entre una aplicación JAVA y un applet radica en cómo se ejecutan. Para cargar una aplicación JAVA se utiliza el intérprete de JAVA (pcGRASP de Auburn University, Visual J++ de Microsoft, Forté for Java de Sun Microsystems y Visual Café for Java, originalmente desarrollado por Symantec). En cambio, un applet se puede cargar y ejecutar desde cualquier explorador que soporte JAVA (Internet Explorer, Netscape, Mozilla Firefox...).